# Cobalttriarsenid
Cobalttriarsenid ist eine chemische Verbindung des Cobalts aus der Gruppe der Arsenide.

## Vorkommen
Cobalttriarsenid kommt natürlich in Form des Minerals Skutterudit vor.

## Gewinnung und Darstellung
Cobalttriarsenid kann durch Reaktion von Cobalt mit Arsen gewonnen werden.

## Eigenschaften
Cobalttriarsenid besitzt eine kubisch-disdodekaedrische Kristallstruktur mit eigenem Strukturtyp mit der Raumgruppe Im3 (Raumgruppen-Nr. 204). Es ist ein Halbleiter.